# Canarias (1993)
Canarias (F-86) – hiszpańska fregata rakietowa, będąca szóstą i jednocześnie ostatnią jednostką typu Santa María.

## Skrócony opis
Canarias (F-86) jest ostatnią z serii hiszpańskich fregat rakietowych Santa María, będących lokalnym, licencyjnym rozwinięciem okrętów typu Oliver Hazard Perry (OHP). Budowę okrętu rozpoczęto 15 kwietnia 1992. Jednostkę zwodowano 21 czerwca 1993, zaś uroczyste wprowadzenie fregaty do służby odbyło się 14 grudnia 1994 roku.
Okręt ten, tak jak inne jednostki tej serii, w stosunku do fregat OHP posiadają większą szerokość oraz wyporność, co pozwala na łatwiejszą implementację ewentualnych przyszłych modernizacji i przezbrojeń. Okręt posiada dodatkowo radar dozoru nawodnego i powietrznego RAN-12L. Okręty tego typu posiadają także inne zespoły prądotwórcze, systemy walki elektronicznej, stację hydrolokacyjną oraz lokalny system CIWS Meroka Mod. 2B.